# Premio Ana María Matute
El Premio Ana María Matute de Narrativa de Mujeres es un premio literario español para escritoras de cualquier nacionalidad con relatos escritos en lengua española. Lleva tal denominación en homenaje a la escritora Ana María Matute, miembro de la Real Academia Española y Premio Cervantes en 2010. 

## Obras ganadoras del Premio Ana María Matute
| Año  | Edición        | Obra                                                           | Autora                                    | País                                    |
| 1989 | I              | La otra orilla                                                 | Isabel Escribano                          | Bandera de España                       |
| 1990 | II             | LA Gala                                                        | Marian Izaguirre                          | Bandera de España                       |
| 1991 | III            | La dolida                                                      | Pilar Castro Villalba                     | Bandera de España                       |
| 1992 | IV             | Helga                                                          | Marga Jung de Komari                      | Bandera de Argentina                    |
| 1993 | V              | En la cocina                                                   | Pura Azorín                               | Bandera de España                       |
| 1994 | VI             | Una biografía veneciana                                        | Isabel Prieto Palomo                      | Bandera de España                       |
| 1995 | VII            | Pase de pernocta'                                              | Karim Taylhardat                          | Bandera de Venezuela                    |
| 1996 | VIII           | Baucis y Filemón                                               | Milagros Pierna                           | Bandera de España                       |
| 1997 | IX             | Yo sé que el tiempo es la brisa                                | María Eulalia Banda                       | Bandera de España                       |
| 1998 | X              | Mago responsable busca señorita soltera para chou y matrimonio | Care Santos                               | Bandera de España                       |
| 1999 | XI             | Un nomeolvides para Dorothy Parker.                            | María del Riego Fernández                 | Bandera de España                       |
| 2000 | XII            | La abuela                                                      | Patricia Suárez                           | Bandera de Argentina                    |
| 2001 | XIII           | Mujer tras el cristal                                          | María José Carrasco Tébar                 | Bandera de España                       |
| 2002 | XIV            | Dama con armiño                                                | María Del Mar Testón                      | Bandera de España                       |
| 2003 | XV ex aequo    | Sinceramente tuya Amelia en el pantano                         | Inmaculada Belda Pura Simona de la Casa   | Bandera de España · Bandera de España   |
| 2004 | XVI            | Comunicando                                                    | Silvia Larrañaga                          | Bandera de Uruguay                      |
| 2005 | XVII ex aequo  | La música en tu voz Negro sobre rojo                           | María Baón Hortensia Búa                  | Bandera de España · Bandera de España   |
| 2006 | XVIII ex aequo | Más allá del sueño El limbo                                    | Laura León Mar Sancho                     | Bandera de España · Bandera de España   |
| 2007 | XIX ex aequo   | Los árboles tienen zapatos Errantes                            | Susana Barragués Beatriz Olivenza         | Bandera de España · Bandera de España   |
| 2008 | XX ex aequo    | Manes La cuentacuentos                                         | Marta Fernández Suárez Marié Rojas Tamayo | Bandera de España · Bandera de Cuba     |
| 2009 | XXI            | Senderos sobre el abismo                                       | María Jesús Franco Durán                  | Bandera de España                       |
| 2010 | XXII           | Parto prematuro                                                | Ana Cañizal García                        | Bandera de España                       |
| 2011 | XXIII ex aequo | Cuento inglés con tres actos Reescritura de la reina Mab       | Alicia Noemí Grinbank Florie Krasniqi     | Bandera de Argentina · Bandera de Suiza |
| 2012 | XXIV           | La teoría ce Polch                                             | Chelo Sierra                              | Bandera de España                       |
| 2013 | XXV            | El nombre de las cosas                                         | Nayla Chehade                             | Bandera de Colombia                     |
| 2014 | XXVI           | Volición                                                       | Elisa Ramírez Guerra                      | Bandera de España                       |
| 2015 | XXVII          | La última noche, la primera palabra                            | Patricia Amigot Leache                    | Bandera de España                       |
| 2016 | XXVIII         | Cumpleaños                                                     | Claribel Aránega                          | Bandera de España                       |
| 2017 | XXIX           | Donde nadie nos quiere                                         | Tania Panés                               | Bandera de España                       |
| 2018 | XXX            | El último trozo de tarta de Freya Stark                        | Rosa Alejandrina Alarcón Casal            | Bandera de España                       |
| 2019 | XXXI           | Explosión de cerezas                                           | Vivian López Llamas                       | Bandera de Puerto Rico                  |
| 2020 | XXXI           | Patas de Astracán                                              | Mar Braña Gancedo                         | Bandera de España                       |
| 2021 | XXXII          | El dolor de las abejas                                         | Sara Navarro Rioboó                       | Bandera de España                       |
| 2023 | XXXIII         | Palmera, gorrión, bigote                                       | María Bellido Vargas                      | Bandera de España                       |
| 2024 | XXXIV          | Moho                                                           | Ester del Pozo                            | Bandera de España                       |